# 26 novembre 2011
Le samedi 26 novembre 2011 est le 330e jour de l'année 2011.

## Décès
- Amer Mounib (né le 2 septembre 1963), acteur égyptien
- Charles Melchior de Molènes (né le 9 mars 1934), universitaire français
- Dante Piani (né le 12 octobre 1921), footballeur italien
- Iván Menczel (né le 14 décembre 1941), footballeur hongrois
- Keef Hartley (né le 8 avril 1944), batteur et leader de groupe musical britannique
- Martin Schroyens (né le 16 février 1930), footballeur belge
- Odumegwu Emeka Ojukwu (né le 4 novembre 1933), militaire nigérian
- Ron Lyle (né le 12 février 1941), boxeur américain
- Tsewang Yishey Pemba (né le 5 juin 1932), médecin et auteur tibétain

## Événements
- élections législatives néo-zélandaises de 2011
- Diffusion du téléfilm Le Plus Beau des cadeaux
- Sortie de l'album Retaliate
- Lancement de la mission Mars Science Laboratory vers Mars
- Incident frontalier afghano-pakistanais du 26 novembre 2011